# Pallanuoto ai campionati mondiali di nuoto 2009 - Torneo femminile
L'8ª edizione del campionato mondiale di pallanuoto femminile si è svolta dal 19 al 31 luglio 2009 a Roma, all'interno del programma dei XIII mondiali FINA.
Il torneo è stato vinto per la seconda volta consecutiva, la terza in assoluto, dagli Stati Uniti.

## Fase preliminare

### Gironi
Il sorteggio dei gironi preliminari si è svolto nella Sala Convegni del Foro Italico il 17 aprile 2009. Le sedici partecipanti erano suddivise nelle seguenti fasce:
| Fascia 1    | Fascia 2 | Fascia 3      | Fascia 4   |
| ----------- | -------- | ------------- | ---------- |
| Australia   | Canada   | Brasile       | Germania   |
| Paesi Bassi | Cina     | Grecia        | Kazakistan |
| Stati Uniti | Russia   | Italia        | Sudafrica  |
| Ungheria    | Spagna   | Nuova Zelanda | Uzbekistan |

I gironi estratti sono stati i seguenti:
| Gruppo A   | Gruppo B    | Gruppo C      | Gruppo D    |
| ---------- | ----------- | ------------- | ----------- |
| Cina       | Grecia      | Australia     | Brasile     |
| Italia     | Kazakistan  | Canada        | Germania    |
| Ungheria   | Russia      | Nuova Zelanda | Paesi Bassi |
| Uzbekistan | Stati Uniti | Sudafrica     | Spagna      |

|  | Qualificate per i quarti di finale |
|  | Qualificate per il secondo round   |
|  | Gioca per il 13º-15º posto         |

### Gruppo A
| Pos. | Squadra    | Pt | G | V | N | P | GF | GS | DR  |
| ---- | ---------- | -- | - | - | - | - | -- | -- | --- |
| 1    | Ungheria   | 6  | 3 | 3 | 0 | 0 | 36 | 17 | +19 |
| 2    | Italia     | 4  | 3 | 2 | 0 | 1 | 36 | 21 | +15 |
| 3    | Cina       | 2  | 3 | 1 | 0 | 2 | 45 | 27 | +18 |
| 4    | Uzbekistan | 0  | 3 | 0 | 0 | 3 | 14 | 66 | -52 |

| # gara | Data      | Ora   | Gara       | Gara  | Gara       |
| ------ | --------- | ----- | ---------- | ----- | ---------- |
| 1      | 19 luglio | 09:30 | Cina       | 7-10  | Ungheria   |
| 8      | 19 luglio | 19:00 | Italia     | 20-3  | Uzbekistan |
| 15     | 21 luglio | 19:40 | Uzbekistan | 6-28  | Cina       |
| 16     | 21 luglio | 21:00 | Ungheria   | 8-5   | Italia     |
| 21     | 23 luglio | 17:00 | Uzbekistan | 5-18  | Ungheria   |
| 24     | 23 luglio | 21:00 | Cina       | 10-11 | Italia     |

### Gruppo B
| Pos. | Squadra     | Pt | G | V | N | P | GF | GS | DR  |
| ---- | ----------- | -- | - | - | - | - | -- | -- | --- |
| 1    | Russia      | 6  | 3 | 3 | 0 | 0 | 48 | 23 | +25 |
| 2    | Stati Uniti | 4  | 3 | 2 | 0 | 1 | 41 | 25 | +16 |
| 3    | Grecia      | 2  | 3 | 1 | 0 | 2 | 33 | 28 | -5  |
| 4    | Kazakistan  | 0  | 3 | 0 | 0 | 3 | 16 | 54 | -38 |

| # gara | Data      | Ora   | Gara        | Gara  | Gara        |
| ------ | --------- | ----- | ----------- | ----- | ----------- |
| 2      | 19 luglio | 10:50 | Russia      | 14-9  | Grecia      |
| 3      | 19 luglio | 12:10 | Stati Uniti | 19-6  | Kazakistan  |
| 9      | 21 luglio | 09:30 | Kazakistan  | 6-12  | Grecia      |
| 10     | 21 luglio | 10:50 | Russia      | 11-10 | Stati Uniti |
| 22     | 23 luglio | 18:20 | Russia      | 23-4  | Kazakistan  |
| 23     | 23 luglio | 19:40 | Stati Uniti | 12-8  | Grecia      |

### Gruppo C
| Pos. | Squadra       | Pt | G | V | N | P | GF | GS | DR  |
| ---- | ------------- | -- | - | - | - | - | -- | -- | --- |
| 1    | Australia     | 5  | 3 | 2 | 1 | 0 | 43 | 12 | +31 |
| 2    | Canada        | 5  | 3 | 2 | 1 | 0 | 38 | 17 | +21 |
| 3    | Nuova Zelanda | 2  | 3 | 1 | 0 | 2 | 22 | 31 | -11 |
| 4    | Sudafrica     | 0  | 3 | 0 | 0 | 3 | 12 | 55 | -43 |

| # gara | Data      | Ora   | Gara          | Gara | Gara      |
| ------ | --------- | ----- | ------------- | ---- | --------- |
| 4      | 19 luglio | 13:30 | Nuova Zelanda | 12-5 | Sudafrica |
| 5      | 19 luglio | 15:00 | Canada        | 6-6  | Australia |
| 11     | 21 luglio | 12:10 | Australia     | 23-2 | Sudafrica |
| 12     | 21 luglio | 13:30 | Nuova Zelanda | 6-12 | Canada    |
| 17     | 23 luglio | 09:30 | Nuova Zelanda | 4-14 | Australia |
| 18     | 23 luglio | 10:50 | Canada        | 20-5 | Sudafrica |

### Gruppo D
| Pos. | Squadra     | Pt | G | V | N | P | GF | GS | DR  |
| ---- | ----------- | -- | - | - | - | - | -- | -- | --- |
| 1    | Spagna      | 5  | 3 | 2 | 1 | 0 | 44 | 33 | +11 |
| 2    | Paesi Bassi | 5  | 3 | 2 | 1 | 0 | 34 | 28 | +6  |
| 3    | Germania    | 1  | 3 | 0 | 1 | 2 | 30 | 37 | -7  |
| 4    | Brasile     | 1  | 3 | 0 | 1 | 2 | 25 | 35 | -10 |

| # gara | Data      | Ora   | Gara        | Gara  | Gara        |
| ------ | --------- | ----- | ----------- | ----- | ----------- |
| 6      | 19 luglio | 16:20 | Germania    | 12-17 | Spagna      |
| 7      | 19 luglio | 17:40 | Brasile     | 7-11  | Paesi Bassi |
| 13     | 21 luglio | 17:00 | Paesi Bassi | 15-15 | Spagna      |
| 14     | 21 luglio | 18:20 | Germania    | 12-12 | Brasile     |
| 19     | 23 luglio | 12:10 | Germania    | 6-8   | Paesi Bassi |
| 20     | 23 luglio | 13:30 | Brasile     | 6-12  | Spagna      |

## Fase Finale

### Tabellone principale
|  | Playoff                | Playoff                |                        |                        | Quarti di finale       | Quarti di finale       |                        |                        | Semifinali      | Semifinali |  |  | Finale | Finale |
|  |                        |                        |                        |                        |                        |                        |                        |                        |                 |            |  |  |        |        |
|  |                        |                        |                        |                        | 27 luglio 2009 - 14:00 |                        |                        |                        |                 |            |  |  |        |        |
|  | 25 luglio 2009 - 15:30 |                        |                        |                        |                        |                        |                        |                        |                 |            |  |  |        |        |
|  | Ungheria               | 7                      |                        |                        |                        |                        |                        |                        |                 |            |  |  |        |        |
|  | Ungheria               | 7                      | Canada                 | 13                     | 29 luglio 2009 - 16:50 | 29 luglio 2009 - 16:50 |                        |                        |                 |            |  |  |        |        |
|  |                        | Canada                 | Canada                 | 13                     | 29 luglio 2009 - 16:50 | 29 luglio 2009 - 16:50 | 9                      |                        |                 |            |  |  |        |        |
|  | Germania               | Canada                 | 7                      |                        | Canada                 | 8                      | 9                      |                        |                 |            |  |  |        |        |
|  | Germania               | 27 luglio 2009 - 15:20 | 7                      |                        | Canada                 | 8                      |                        |                        |                 |            |  |  |        |        |
|  | 25 luglio 2009 - 16:50 | 25 luglio 2009 - 16:50 |                        | Russia                 | 7                      |                        |                        |                        |                 |            |  |  |        |        |
|  | 25 luglio 2009 - 16:50 | 25 luglio 2009 - 16:50 | Russia                 | Russia                 | 7                      | 9                      |                        |                        |                 |            |  |  |        |        |
|  | Nuova Zelanda          | 7                      | Russia                 |                        |                        | 9                      | 31 luglio 2009 - 21:00 | 31 luglio 2009 - 21:00 |                 |            |  |  |        |        |
|  | Nuova Zelanda          | 7                      |                        | Paesi Bassi            | 7                      |                        | 31 luglio 2009 - 21:00 | 31 luglio 2009 - 21:00 |                 |            |  |  |        |        |
|  | Paesi Bassi            | 9                      |                        | Paesi Bassi            | 7                      | Canada                 | 6                      |                        |                 |            |  |  |        |        |
|  | Paesi Bassi            | 9                      | 27 luglio 2009 - 16:40 |                        |                        | Canada                 | 6                      |                        |                 |            |  |  |        |        |
|  | 25 luglio 2009 - 21:00 | 25 luglio 2009 - 21:00 |                        | Stati Uniti            | 7                      |                        |                        |                        |                 |            |  |  |        |        |
|  | 25 luglio 2009 - 21:00 | 25 luglio 2009 - 21:00 | Australia              | Stati Uniti            | 7                      | 3                      |                        |                        |                 |            |  |  |        |        |
|  | Italia                 | 9                      | Australia              | 29 luglio 2009 - 21:00 | 29 luglio 2009 - 21:00 | 3                      |                        |                        |                 |            |  |  |        |        |
|  | Italia                 | 9                      |                        | 29 luglio 2009 - 21:00 | 29 luglio 2009 - 21:00 | Grecia                 | 4                      |                        |                 |            |  |  |        |        |
|  | Grecia                 | 10                     |                        | Grecia                 | 7                      | Grecia                 | 4                      | Finale 3º posto        | Finale 3º posto |            |  |  |        |        |
|  | Grecia                 | 10                     | 27 luglio 2009 - 21:00 | Grecia                 | 7                      |                        |                        | Finale 3º posto        | Finale 3º posto |            |  |  |        |        |
|  | 25 luglio 2009 - 11:40 | 25 luglio 2009 - 11:40 |                        | Stati Uniti            | 8                      |                        | 31 luglio 2009 - 16:00 | 31 luglio 2009 - 16:00 |                 |            |  |  |        |        |
|  | 25 luglio 2009 - 11:40 | 25 luglio 2009 - 11:40 | Spagna                 | Stati Uniti            | 8                      | 6                      | 31 luglio 2009 - 16:00 | 31 luglio 2009 - 16:00 |                 |            |  |  |        |        |
|  | Cina                   | 9                      | Spagna                 |                        |                        | 6                      | Russia                 | 10                     |                 |            |  |  |        |        |
|  | Cina                   | 9                      |                        | Stati Uniti            | 9                      |                        | Russia                 | 10                     |                 |            |  |  |        |        |
|  | Stati Uniti            | 12                     |                        | Stati Uniti            | 9                      | Grecia                 | 9                      |                        |                 |            |  |  |        |        |
|  | Stati Uniti            | 12                     |                        |                        |                        | Grecia                 | 9                      |                        |                 |            |  |  |        |        |

#### Play-off
| Arbitri: | Gomez (ITA) Kiszelly (HUN) |

|        |           |                 |
| 5: Gao | Marcatori | 3: Petri, Rulon |

| Arbitri: | Flahive (AUS) Balfanbayev (KAZ) |

|             |           |                    |
| 4: Perrault | Marcatori | 2: Dierolf, Wengst |

| Arbitri: | Brguljan (MNE) Pinker (RSA) |

|                 |           |           |
| 2: Mason, Smith | Marcatori | 3: Cabout |

| Arbitri: | Koganov (AZE) Borrell (ESP) |

|                 |           |             |
| 2: 4 giocatrici | Marcatori | 3: Antonaku |

#### Quarti di finale
| Arbitri: | Margeta (SLO) Patelli (BRA) |

|                   |           |             |
| 2: Szűcs, Drávucz | Marcatori | 3: Perrault |

| Arbitri: | Koganov (AZE) Wengenroth (SUI) |

|                               |           |               |
| 2: Ryzhova, Soboleva, Ivanova | Marcatori | 3: van Belkum |

| Arbitri: | Peris (CRO) Matache (ROU) |

|            |           |              |
| 3: Gynther | Marcatori | 4: Gerolymou |

| Arbitri: | Balfanbayev (KAZ) Brguljan (MNE) |

|                |           |                   |
| 2: Gil, García | Marcatori | 3: Brittany Hayes |

#### Semifinali
| Arbitri: | Kiszelly (HUN) Tulga (TUR) |

|           |           |            |
| 3: Csikos | Marcatori | 2: Ivanova |

| Arbitri: | Patelli (BRA) Borrell (ESP) |

|            |           |           |
| 3: Asimaki | Marcatori | 5: Windes |

#### Finale 3º posto
| Arbitri: | Wengenroth (USA) Rotstart (RSA) |

|               |           |                       |
| 3: Prokof'eva | Marcatori | 3: Asimaki, Gerolymou |

#### Finale
| Arbitri: | Balfanbayev (KAZ) Tulga (TUR) |

|           |           |          |
| 4: Csikos | Marcatori | 2: Rulon |

### Tabellone 5º-8º posto
|  | 5º-8º posto | 5º-8º posto | 5º-8º posto |           |             | 5º posto    | 5º posto | 5º posto |  |
|  |             |             |             |           |             |             |          |          |  |
|  | Ungheria    | Ungheria    | 9           |           |             |             |          |          |  |
|  | Ungheria    | Ungheria    | 9           |           |             |             |          |          |  |
|  | Paesi Bassi | Paesi Bassi | 10          |           |             |             |          |          |  |
|  | Paesi Bassi | Paesi Bassi | 10          |           | Paesi Bassi | Paesi Bassi | 12       |          |  |
|  |             |             |             |           | Paesi Bassi | Paesi Bassi | 12       |          |  |
|  |             |             | Australia   | Australia | 11          |             |          |          |  |
|  | Australia   | Australia   | Australia   | Australia | 11          | 7           |          |          |  |
|  | Australia   | Australia   |             |           |             | 7           |          |          |  |
|  | Spagna      | Spagna      | 6           |           |             | 7º posto    | 7º posto | 7º posto |  |
|  | Spagna      | Spagna      | 6           |           |             |             |          |          |  |
|  |             |             |             |           |             |             |          |          |  |
|  |             |             |             |           |             | Ungheria    | Ungheria | 11       |  |
|  |             |             |             |           |             | Ungheria    | Ungheria | 11       |  |
|  |             |             |             |           |             | Spagna      | Spagna   | 6        |  |

#### Semifinali
| Arbitri: | Rotsart (USA) Stavropoulos (GRE) |

|                                  |           |           |
| 2: Kisteleki, Drávucz, Kesthelyi | Marcatori | 3: Cabout |

| Arbitri: | Spiegel (GER) Balfanbayev (KAZ) |

|          |           |                           |
| 2: Moran | Marcatori | 2: López-Escribano, López |

#### Finale 7º posto
| Arbitri: | Flahive (AUS) Ni (CHN) |

|            |           |           |
| 4: Drávucz | Marcatori | 2: Pareja |

#### Finale 5º posto
| Arbitri: | Spiegel (GER) Ćirić (SRB) |

|           |           |         |
| 4: Cabout | Marcatori | 4: Knox |

### Tabellone 9º-12º posto
|  | 9º-12º posto  | 9º-12º posto  | 9º-12º posto |          |        | 9º posto      | 9º posto      | 9º posto  |  |
|  |               |               |              |          |        |               |               |           |  |
|  | Italia        | Italia        | 9            |          |        |               |               |           |  |
|  | Italia        | Italia        | 9            |          |        |               |               |           |  |
|  | Cina          | Cina          | 5            |          |        |               |               |           |  |
|  | Cina          | Cina          | 5            |          | Italia | Italia        | 12            |           |  |
|  |               |               |              |          | Italia | Italia        | 12            |           |  |
|  |               |               | Germania     | Germania | 3      |               |               |           |  |
|  | Germania      | Germania      | Germania     | Germania | 3      | 8             |               |           |  |
|  | Germania      | Germania      |              |          |        | 8             |               |           |  |
|  | Nuova Zelanda | Nuova Zelanda | 7            |          |        | 11º posto     | 11º posto     | 11º posto |  |
|  | Nuova Zelanda | Nuova Zelanda | 7            |          |        |               |               |           |  |
|  |               |               |              |          |        |               |               |           |  |
|  |               |               |              |          |        | Cina          | Cina          | 16        |  |
|  |               |               |              |          |        | Cina          | Cina          | 16        |  |
|  |               |               |              |          |        | Nuova Zelanda | Nuova Zelanda | 9         |  |

#### Semifinali
| Arbitri: | Sadekov (RUS) Ghafouri (IRI) |

|            |           |           |
| 3: Zöllner | Marcatori | 3: Hudson |

| Arbitri: | Turcotte (CAN) Rotsart (USA) |

|             |           |       |
| 4: Di Mario | Marcatori | 2: Ma |

#### Finale 11º posto
| Arbitri: | Pinker (RSA) Mernenko (UZB) |

|               |           |           |
| 5: Sun Yating | Marcatori | 3: Hudson |

#### Finale 9º posto
| Arbitri: | Reemnet (NED) Damčevski (MKD) |

|             |           |                              |
| 4: Bianconi | Marcatori | 1: Blomenkamp, Klein, Wengst |

### Tabellone 13º-16º posto
|  | 13º-16º posto | 13º-16º posto | 13º-16º posto |         |            | 13º posto  | 13º posto  | 13º posto |  |
|  |               |               |               |         |            |            |            |           |  |
|  | Uzbekistan    | Uzbekistan    | 4             |         |            |            |            |           |  |
|  | Uzbekistan    | Uzbekistan    | 4             |         |            |            |            |           |  |
|  | Kazakistan    | Kazakistan    | 16            |         |            |            |            |           |  |
|  | Kazakistan    | Kazakistan    | 16            |         | Kazakistan | Kazakistan | 8          |           |  |
|  |               |               |               |         | Kazakistan | Kazakistan | 8          |           |  |
|  |               |               | Brasile       | Brasile | 11         |            |            |           |  |
|  | Sudafrica     | Sudafrica     | Brasile       | Brasile | 11         | 2          |            |           |  |
|  | Sudafrica     | Sudafrica     |               |         |            | 2          |            |           |  |
|  | Brasile       | Brasile       | 16            |         |            | 15º posto  | 15º posto  | 15º posto |  |
|  | Brasile       | Brasile       | 16            |         |            |            |            |           |  |
|  |               |               |               |         |            |            |            |           |  |
|  |               |               |               |         |            | Uzbekistan | Uzbekistan | 16        |  |
|  |               |               |               |         |            | Uzbekistan | Uzbekistan | 16        |  |
|  |               |               |               |         |            | Sudafrica  | Sudafrica  | 9         |  |

#### Semifinali
| Arbitri: | Moner (EGY) Damčevski (MKD) |

|                 |           |               |
| 2: Gorodchanina | Marcatori | 5: Akilbayeva |

| Arbitri: | Ghafouri (EGY) Knights (NZL) |

|           |           |            |
| 2: Harris | Marcatori | 6: Pedrosa |

#### Finale 15º posto
| Arbitri: | Reemnet (NED) Knights (NZL) |

|             |           |                            |
| 4: Shlegova | Marcatori | 2: L.A. Keet, Keet, Poulos |

#### Finale 13º posto
| Arbitri: | Damčevski (MKD) Ni (CHN) |

|             |           |                       |
| 2: Rybachek | Marcatori | 3: Fernandes, Canetti |

## Classifica finale
| Pos.    | Squadra       |
| ------- | ------------- |
| Oro     | Stati Uniti   |
| Argento | Canada        |
| Bronzo  | Russia        |
| 4       | Grecia        |
| 5       | Paesi Bassi   |
| 6       | Australia     |
| 7       | Ungheria      |
| 8       | Spagna        |
| 9       | Italia        |
| 10      | Germania      |
| 11      | Cina          |
| 12      | Nuova Zelanda |
| 13      | Brasile       |
| 14      | Kazakistan    |
| 15      | Uzbekistan    |
| 16      | Sudafrica     |

## Classifica marcatrici
|  | Gol | Marcatore          | Squadra     |
|  | --- | ------------------ | ----------- |
|  | 25  | Iefke van Belkum   | Paesi Bassi |
|  | 16  | Angeliki Gerolymou | Germania    |
|  |     | Blanca Gil         | Spagna      |
|  |     | Camila Pedrosa     | Brasile     |
|  | 15  | Emily Csikos       | Canada      |
|  |     | Rita Drávucz       | Ungheria    |
|  |     | Sun Yating         | Cina        |
|  | 14  | Mieke Cabout       | Paesi Bassi |
|  |     | Dominique Perrault | Canada      |
|  | 13  | Tania Di Mario     | Italia      |
|  |     | Bronwen Knox       | Australia   |